# (4148) McCartney
(4148) McCartney es un asteroide perteneciente al cinturón de asteroides descubierto por Edward L. G. Bowell desde la Estación Anderson Mesa, en Flagstaff, Estados Unidos, el 11 de julio de 1983.

## Designación y nombre
McCartney se designó inicialmente como 1983 NT.
Más adelante, en 1990, fue nombrado en honor del músico británico Paul McCartney miembro de la mítica banda de rock inglesa The Beatles.

## Características orbitales
McCartney orbita a una distancia media del Sol de 2,244 ua, pudiendo acercarse hasta 2,026 ua y alejarse hasta 2,463 ua. Tiene una excentricidad de 0,09746 y una inclinación orbital de 5,199 grados. Emplea 1228 días en completar una órbita alrededor del Sol.

## Características físicas
La magnitud absoluta de McCartney es 12,7.